# Ladrido (La Coruña)
Ladrido o Santa Eulalia de Ladrido (llamada oficialmente Santalla de Ladrido) es una parroquia española del municipio de Ortigueira, en la provincia de La Coruña, Galicia.

## Entidades de población
Entidades de población que forman parte de la parroquia:
- A Casanova
- A Castilla
- A Furadiña
- A Golpilleira
- Agromayor[5] (Agromaior)
- A Ponte do Baleo
- A Pontenova
- A Praza
- Areosa[6] (A Areosa)
- A Rocha
- Baleo[7] (O Baleo)
- Barbeita
- Calvarios[8] (Os Calvarios)
- Camareta (A Camareta)
- Cancelas[9] (As Cancelas)
- Capilla (A Capela)
- Carballeiras
- Carballo[10] (O Carballo)
- Castros[11] (Os Castros)
- Congostras (As Congostras)
- Cotorredondo
- Cristo[12] (O Cristo)
- Frádega
- O Rego
- Pontevella (A Pontevella)
- Pormadeira
- Rubidos (Os Rubidos)
- Sandes (Os Sandes)
- Santa Eulalia
- Torno[13] (O Torno)
- Vilacoba[14] (Vilacova)
- Xilfonxe

## Demografía
| Gráfica de evolución demográfica de Ladrido entre 2000 y 2019 |
|                                                               |
| Datos según el nomenclátor publicado por el INE.              |